# Diocese de Floriano
A Diocese de Floriano (em latim: Dioecesis Florianensis) é uma circunscrição eclesiástica da Igreja Católica no estado do Piauí. É sufragânea da Arquidiocese de Teresina e pertence à região eclesiástica Nordeste 4.

## História
Foi criada a 27 de fevereiro de 2008 pelo Papa Bento XVI, por ocasião do desmembramento da diocese de Oeiras-Floriano em duas dioceses: Oeiras e Floriano. Seu território tem uma área de 48 559 quilômetros quadrados. Em 2021 havia na diocese 29 paróquias, 28 sacerdotes, 9 religiosos e 22 religiosas. No território da diocese havia 206 110 habitantes, dos quais 78,9% eram católicos.

## Bispos
|        | Nome                         | Período   | Notas                        |
| Bispos | Bispos                       | Bispos    | Bispos                       |
| ------ | ---------------------------- | --------- | ---------------------------- |
| 4º     | Júlio César Souza de Jesus   | 2024-     | Atual                        |
| 3º     | Edivalter Andrade            | 2017-2023 | Bispo da Diocese de Parnaíba |
| 2º     | Valdemir Ferreira dos Santos | 2010-2016 | Bispo da Diocese de Penedo   |
| 1º     | Augusto Alves da Rocha       | 2008-2010 | Bispo emérito                |